# 화산면 (완주군)
화산면(華山面)은 대한민국 전북특별자치도 완주군의 면이다.

## 개요
완주8경의 하나인 경천저수지는 둘레가 16 km, 만수면적이 319ha에 이르고 각종 담수어가 많이 서식하고 주위 산세가 아름다운 경치를 자랑하며 저수지 제방 아래 피는 벚꽃은 그 경관을 한결 아름답게 수놓고 있다. 그리고 저수지 북쪽의 고성산성은 백제시대 축조된 산성으로 화산면 일대를 한눈에 조망하는 전경을 자랑한다. 또한 경천저수지에서 잡히는 참붕어를 양념에 졸인 참붕어찜은 전국적으로 그 명성이 알려져 미식가들의 발길을 사로잡고 있다. 최근에는 한우 사육이 활발하여 전체 사육두수 1만두를 상회하는 전국 제1의 한우단지로 발전하였으며 축산물 수입개방에 대비한 브랜드화 추진으로 질좋은 한우생산을 위해 노력하고 있다.

## 행정 구역
- 성북리
- 승치리
- 와룡리
- 우월리
- 운곡리
- 운산리
- 운제리
- 종리
- 춘산리
- 화월리
- 화평리